# Teslui, Olt
Teslui là một xã thuộc hạt Olt, România. Dân số thời điểm năm 2002 là 2878 người.